# Chrabrany
Chrabrany és un poble i municipi d'Eslovàquia que es troba a la regió de Nitra, al sud-oest del país.
La primera menció escrita de la vila es remunta al 1291.

## Demografia
| Godina             | 1994 | 2004   | 2014   | 2024    |
| ------------------ | ---- | ------ | ------ | ------- |
| Nombre de persones | 804  | 764    | 748    | 932     |
| Diferència         |      | −4,97% | −2,09% | +24,59% |

| Godina             | 2023 | 2024   |
| ------------------ | ---- | ------ |
| Nombre de persones | 927  | 932    |
| Diferència         |      | +0,53% |